# Ruth Mader
Ruth Mader (* 11. Juli 1974 in Wien) ist eine österreichische Filmregisseurin, Autorin und Filmproduzentin.

## Leben
Mader studierte Regie an der Hochschule für Musik und darstellende Kunst in Wien und arbeitete dann als Regieassistentin und im Bereich Casting. Ihr Film Gfrasta gewann 1999 den Max Ophüls Preis in der Kategorie Kurzfilm. Ihr nächster Kurzfilm Null Defizit brachte ihr eine Einladung zum Cannes Film Festival 2001, wo er in der offiziellen Auswahl Cinéfondation gezeigt wurde. Ihr erster Spielfilm Struggle wurde wieder in die offizielle Auswahl des Cannes Film Festivals aufgenommen und hatte 2003 Premiere in der Kategorie Un Certain Regard.
Ihr episodischer Dokumentarfilm What Is Love wurde auf der Berlinale 2012 aufgeführt, ihr zweiter Spielfilm Life Guidance wurde zu den Internationalen Filmfestspiele von Venedig 2017 in die Sektion Giornate degli Autori eingeladen.
Mit dem im Sommer 2021 im Stift Zwettl gedrehten Thriller Serviam – Ich will dienen wurde sie 2022 in den internationalen Wettbewerb des Locarno Film Festivals eingeladen.

## Filmografie
- 1992: Endstation Obdachlos
- 1994: Kilometer 123,5
- 1997: Ready for What
- 1998: Gfrasta
- 2001: Null Defizit
- 2003: Struggle
- 2012: What Is Love
- 2017: Life Guidance
- 2022: Serviam – Ich will dienen

## Auszeichnungen
- CIPPUTI Award (Competition Torino Film Festival)
- Best Script, Saarländische Rundfunk & ZDF Award (Filmfestival Max Ophüls Preis)
- FIPRESCI-Preis (Molodist Int. Film Festival, Kiew)
- Best Cinematography (Diagonale, Österreich)
- Jury Prize („Food in Film“ Festival, Italien)
- Special Mention Jury (Festival Cinematografico dell’Umbria)
- 2005: Diagonale – Auszeichnung mit dem Hauptpreis des Carl-Mayer-Drehbuchpreises für Serviam – Ich will dienen[4][5]